# 終南山

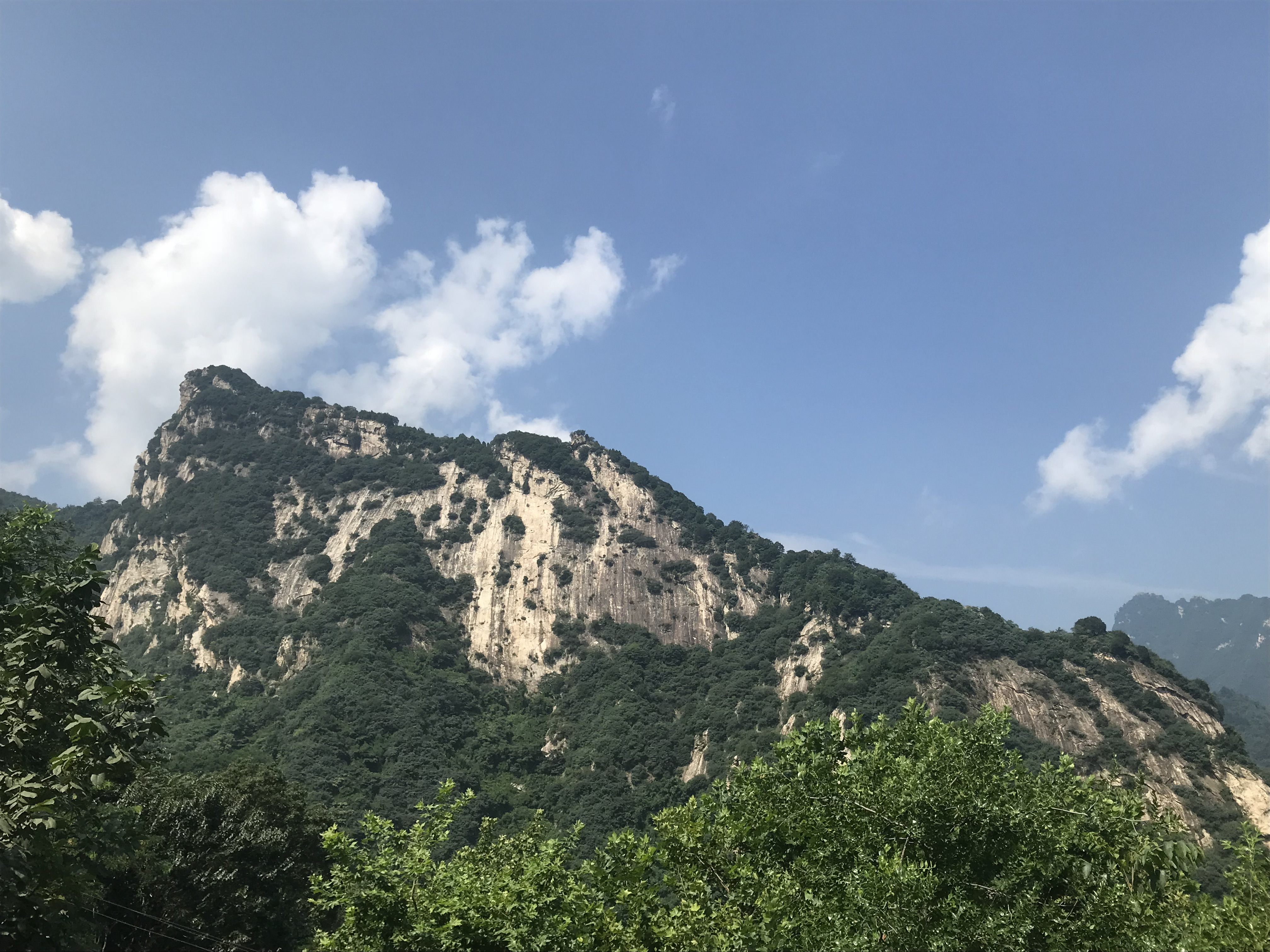
翠華山

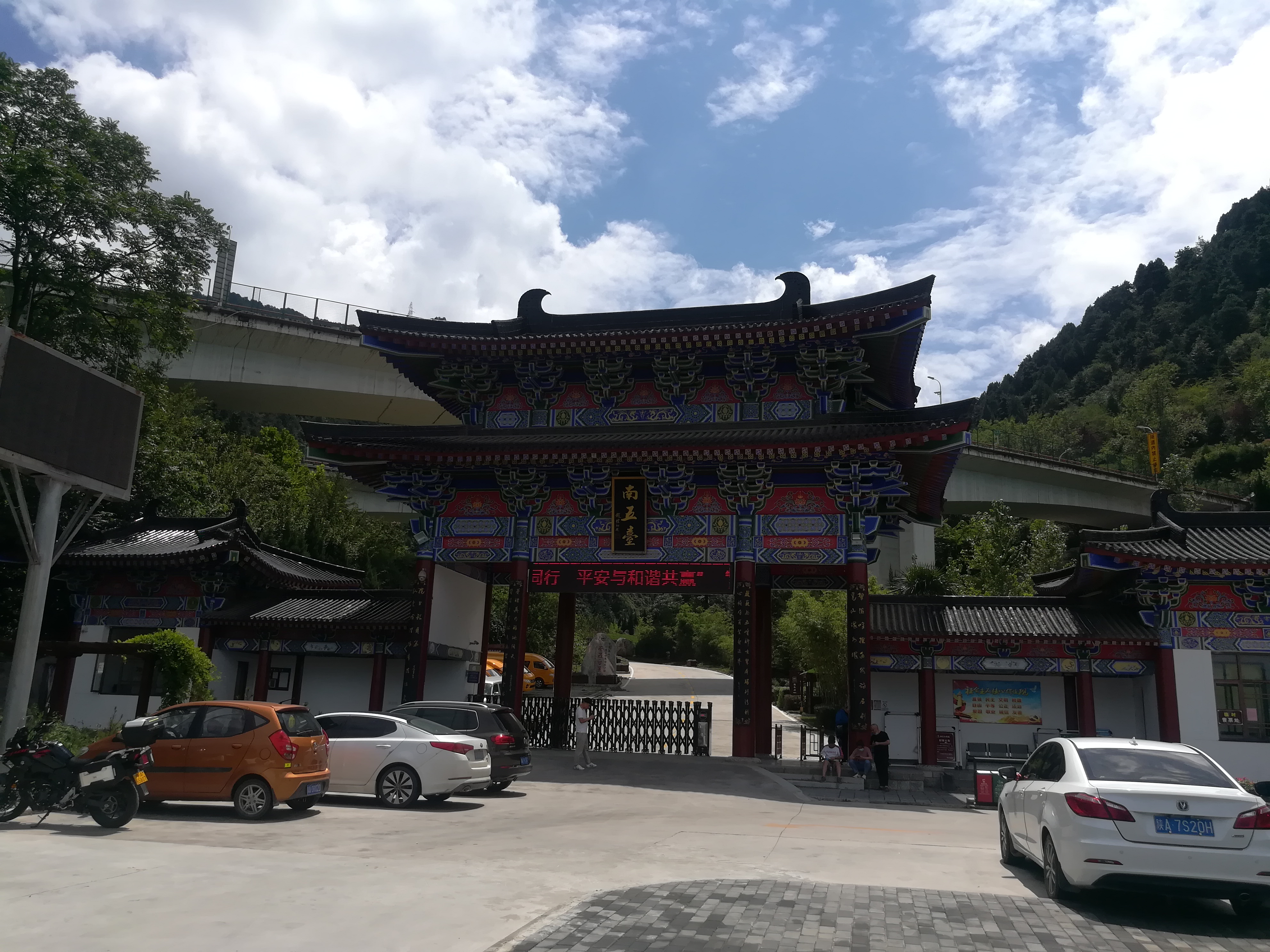

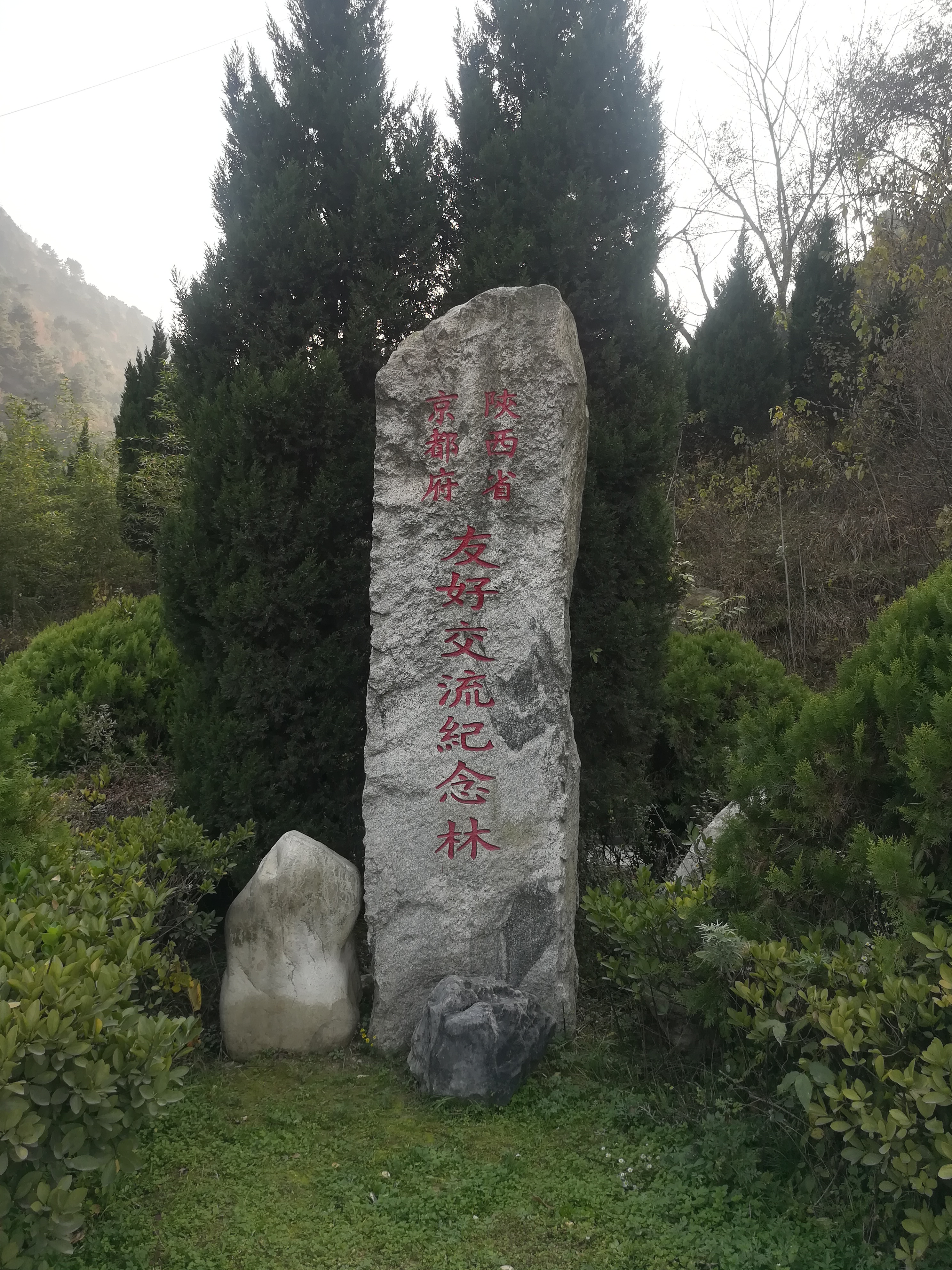

終南山（しゅうなんざん、zhongnanshan）は中国陝西省にあり、別名中南山、南山、太乙山とも呼ばれている。一般的に秦嶺山脈の真ん中あたりのことを指し、西は武功県から東は藍田県までのあたりで、翠華山のことをいうことがある。道教の発祥の地の一つと言われ、仏教の南山律宗、華厳宗、三論宗の発祥の地でもある。経典を多く翻訳した鳩摩羅什の墓地と道教の老子の墓地もある。浄土宗の善導大師が修行していたとされる悟真寺（ごしんじ）もこの地にある。
終南山は一つの山のことではなく南五台山、翠華(すいか)山、驪山(りざん)、圭峰(けいほう)山などから形成されている。標高は2604ｍとされ、古都である西安の南に位置している。また、2009年8月23日には世界ジオパークに指定されている。
ここは古都西安の近くにあることで、道教、仏教にかかわらず、古くから多くの修行僧がこの地を訪れた。道教であれば悪霊退治で有名な鍾馗が有名であろう。また、歴代皇帝たちも多くこの地を訪れ、始皇帝は楼観の南に老子を祀る廟を作ったとされる。漢の武帝の時代には太乙宮を建てたとされる。また三国時代には蜀と魏がこの地で対峙したとされている。中国のみならず、全世界で有名な小説である倚天屠龍記や射鵰英雄伝でもこの地が舞台のひとつになったと言われている。

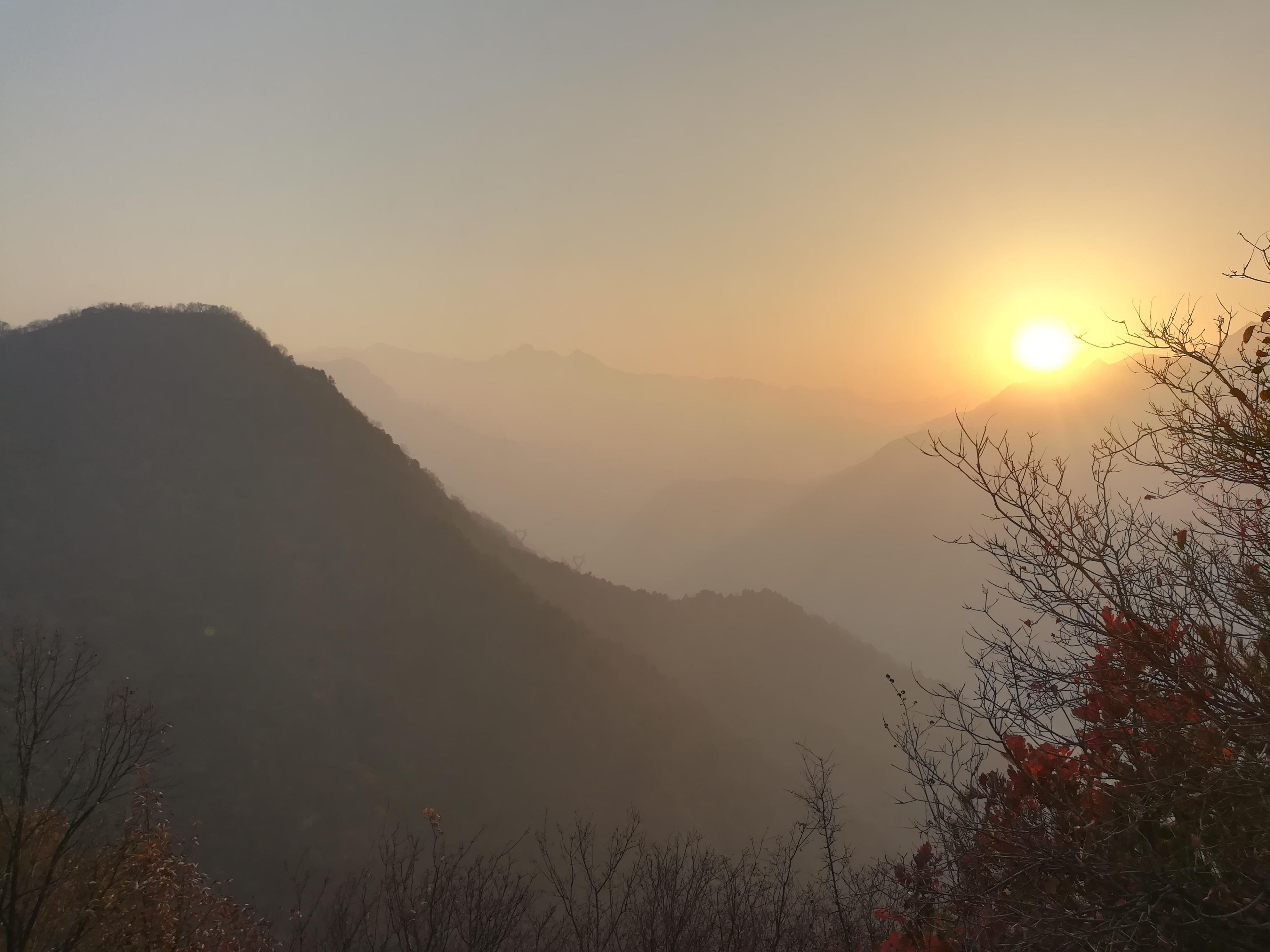